# لازانیا (فیلم)
لازانیا فیلمی به کارگردانی حسین قناعت، تهیه‌کنندگی احمد احمدی و نویسندگی احمد احمدی و حسین قناعت، محصول سال ۱۳۹۶ است. همچنین رضا عطاران سکانس آخر این فیلم را کارگردانی کرد.
لازانیا یک فیلم کمدی پر بازیگر محصول سال ۱۳۹۷ است که جواد رضویان بعد از سال‌ها دوری از سینما نقش اول این فیلم را ایفا می‌کند.

## خلاصه داستان
«پارسیا» (پارسیا شکوری) که شیطنتش همه مدرسه را عاصی کرده است، ناظم جدید آقای «دلی‌جون» (جواد رضویان) در اولین روز کاری‌اش در مدرسه از او می‌خواهد که به علت شکستن شیشه دفتر مدرسه مادرش (بهنوش بختیاری) را فردا به مدرسه بیاورد اما «پارسیا» که متوجه شرایط بحرانی زندگی مادرش در غیاب پدر هست، دایی‌اش (ارژنگ امیرفضلی) را راضی می‌کند تا با شکل و شمایل یک زن به مدرسه بیاید و قضیه را ختم به خیر کند، اما قضیه وقتی وخیم می‌شود که آقای ناظم یک دل نه صد دل عاشق مادر دروغین «پارسیا» می‌شود و…

## بازیگران
- جواد رضویان در نقش آقای دلی‌جون
- ارژنگ امیرفضلی در نقش عرشیا میرمیران
- بهنوش بختیاری در نقش نازنین میرمیران
- یوسف تیموری در نقش آقای چشم‌باف
- نفیسه روشن در نقش سحر دلی‌جون
- رضا ناجی در نقش آقای داوودی
- پارسیا شکوری فرد در نقش پارسیا ساسانی
- یوسف صیادی در نقش گریمور
- اصغر سمسارزاده در نقش پدربزرگ پارسیا
- ساعد هدایتی در نقش قاضی دادگاه خانواده
- رضا رویگری در نقش رضا
- عباس محبوب در نقش عمو پاتر (سرایدار مدرسه)
- محمد شیری در نقش آقای شعبانی (مدیر مدرسه)
- علی کاظمی در نقش رمضان مومنی
- آرین خلج
- رضا ریاحی
- اردشیر کاظمی
- امید شهباز محمدی
- سپهر سهرابی
- مهدی حدادی
- حسین روزبه
- علی بک‌وردی